# Karl Steinhoff
Pour les articles homonymes, voir Steinhoff.
Karl Steinhoff, né le 24 novembre 1882 à Herford et mort le 19 juillet 1981 à Wilhelmshorst, est un homme politique est-allemand. De 1949 à 1952, il est ministre de l'Intérieur au sein du gouvernement de la RDA.
Il est également député à la Volkskammer.